# Zaštićeni ekološko-ribolovni pojas
██ Zaštićeni ekološko-ribolovni pojas Republike Hrvatske
Zaštićeni ekološko-ribolovni pojas Republike Hrvatske (kratica: ZERP) obuhvaća morski prostor u Jadranskom moru, od vanjske granice teritorijalnoga mora u smjeru pučine do njegove vanjske granice dopuštene općim međunarodnim pravom, a privremeno slijedi crtu razgraničenja epikontinentalnog pojasa uspostavljenu Sporazumom između SFRJ i Talijanske Republike o razgraničenju epikontinentalnog pojasa iz 1968. godine.
Prilikom proglašenja ZERP-a 2003. godine Hrvatska je zbog stanovitih diplomatskih obzira (poznato je da su Italija i Slovenija bile protiv proširenja suverenih prava Hrvatske na zonu Jadrana izvan teritorijalnih voda širokih 12 nautičkih milja od linije obalnog mora, tj. linije koja povezuje rtove i otočiće duž obale) izbjegla izrijekom proglasiti isključivi gospodarski pojas - ali ZERP svejedno sadrži sve bitne elemente isključivog gospodarskog pojasa. Međutim je Republika Hrvatska tijekom pregovora o ulasku u EU bila obećala da odredbe o ZERP-u neće primjenjivati na (ribarske) brodove članica EU.
Površina Zaštićenog ekološko-ribolovnog pojasa, pod suverenim pravima Republike Hrvatske, iznosi 23.870 četvornih kilometara.

## Širenje jurisdikcije Republike Hrvatske u Jadranskom moru
Već u prvom Pomorskom zakoniku nakon osamostaljenja Republike Hrvatske, donesenim 1994. godine, u Glavi IV. bile su sadržane odredbe o gospodarskom pojasu. Institut gospodarskog pojasa uređen je u skladu s odredbama Konvencije Ujedinjenih naroda o pravu mora. Samim uvrštavanjem odredbi u Pomorski zakonik gospodarski pojas nije proglašen, jer se temeljem članka 1042. zahtijevalo da Hrvatski sabor donese odluku o njegovom proglašenju. Naime, prema Konvenciji o pravu mora, obalna država ima pravnu osnovnu za proglašenje gospodarskog pojasa, međutim, za razliku od epikontinentalnog pojasa, obalna država nema pravo na isključivi gospodarski pojas ipso facto, već ga ona mora proglasiti, ako želi vršiti suverena prava obuhvaćena pravnim režimom pojasa. Proglašenje isključivog gospodarskog pojasa isključivo je subjektivno pravo obalne države.
Hrvatski znanstvenici akademik HAZU Davorin Rudolf i Davor Vidasa, direktor Odjela za pomosrstvo i pravo mora norveškog Instituta Fridtjof Nansen, na znanstvenim su skupovima obrazlagali neosporivost prava Republike Hrvatske na primjenu ZERP-a.
Zaštićeni ekološki-ribolovni pojas proglašen je Odlukom Hrvatskog sabora od 3. listopada 2003. godine.
Opstrukcije iz EU usporavale su uvođenje ZERP-a. Lipnja 2004. u ime RH državni je tajnik Hido Biščević potpisao dokument Agreed minutes, za koji se tvrdilo da je zapečatio sudbinu RH u svezi sa ZERP-om. Vlada RH tumačila je da je riječ o običnom zapisniku. Iz središnjice EU i iz Slovenije (Janez Janša) tvrdili su da je to jamstvo RH da ne će biti ZERP-a. Ondašnji hrvatski predsjednik Stjepan Mesić niječno je odgovorio na pitanje, je li on kao sukreator vanjske politike RH znao što je to potpisao državni tajnik.
Sukladno saborskoj Odluci, pravni režim Zaštićenog ekološko-ribolovnog pojasa RH započeo se primjenjivati 3. listopada 2004. i isprva se nije primjenjivao na brodove koji plove pod zastavom država članica EU. Hrvatski sabor je 15. prosinca 2006. godine izmijenio svoju raniju odluku te je primjena pravnog režima ZERP-a za države članice Europske unije započela 1. siječnja 2008.
Prihvaćajući Izvješće Vlade Republike Hrvatske i potvrđujući da je strategijski interes Republike Hrvatske pristupanje u članstvo Europskoj uniji, Hrvatski sabor je 13. ožujka 2008. donio odluku kojom se ZERP privremeno neće primjenjivati na države članice Europske unije od 15. ožujka 2008. do iznalaženja zajedničkog dogovora u EU duhu.
Glavna prepreka uspostavljanju "normalnog" isključivog gospodarskog pojasa uz hrvatsku obalu je protivljenje Italije: ona do danas ni sama nije proglasila takav pojas u izrazito širokom dijelu mediterana oko te države, nego se zadovoljava pravima koja proizlaze iz postojanja epikontinentalnog pojasa (a koja obuhvaćaju iskorištavanje rudnih bogatstava u podmorju). Umjesto isključivog gospodarskog pojasa, Italija je u veljači 2006. god. proglasila u pojasu odgovarajućeg pojasa "Zonu zaštite okoliša", gdje se od sadržaja isključivog gospodarskog pojasa ograničava samo na aspekte zaštite prirode.

## Sadržaj ZERP-a
Republika Hrvatska je proglasila sadržaje isključivoga gospodarskog pojasa koji se odnose na suverena prava istraživanja i iskorištavanja, očuvanja i gospodarenja živim prirodnim bogatstvima voda izvan vanjske granice teritorijalnog mora, te jurisdikciju glede znanstvenog istraživanja mora i zaštite i očuvanja morskog okoliša. Ne dirajući u suverena prava i jurisdikciju Republike Hrvatske, ovako zaštićeni ekološko-ribolovni pojas Republike Hrvatske ostaje morski prostor u kojem sve države uživaju međunarodnim pravom zajamčene slobode plovidbe, preleta, polaganja podmorskih kabela i cjevovoda i druge međunarodnopravno dopuštene uporabe mora.

## Primjena i reakcije na proglašenje
ZERP je za brodove koji love pod zastavom država članica EU stupio na snagu 1. siječnja 2008., usprkos protivljenju Slovenije koje je tada istodobno preuzela zasjedanje EU-a i zaprijetila usporavanjem pristupnih pregovora s Hrvatskom. Slovenija je optužila hrvatskog premijera Ivu Sanadera da je jednostrano promijenio trilateralni sporazum koji je 4. lipnja 2004. potpisao Hido Biščević, državni tajnik za politička pitanja,  prema kojem Hrvatska neće primjenivati ZERP na članice EU.
O ZERP-u je Dimitrij Rupel govorio 3. siječnja 2008. u uvodnom dijelu izlaganja koje je bilo posvećeno diplomatskim aktivnostima Ljubljane do kraja ove i sljedeće godine, te odgovarajući na više novinarskih pitanja:"Cijelu godinu smo se bavili ZERP-om i o tome dobili izjave europskih dužnosnika kako u vezi s tim ne bi bilo nesporazuma. Naravno da očekujemo da Hrvatska neće primijeniti ZERP na članice Europske unije. Ako bi do toga ipak došlo, to ne bi bila dobra odluka ni za Hrvatsku, ni za naše odnose. Hrvatska bi se našla u velikim teškoćama". Rupel je odgovarajući na novinarska pitanja vezana uz ZERP rekao da je on za Sloveniju neprihvatljiv zbog neriješenog pitanja granice: "Ono što Sloveniji smeta to su zemljovidi objavljeni u Zakonu o ZERP-u. Mi nemamo ništa protiv zaštite riba i okoliša u Jadranu, ono što nam smeta je da Hrvatska pokušava prejudicirati graničnu crtu".

## Havarije i nesreće u ZERP-u
6. veljače 2008. godine dogodila se prva velika havarija na granici hrvatskog teritorijalnog mora i Zaštićenog ekološko-ribolovnog pojasa, 13 nautičkih milja zapadno od Rovinja. Ro-Ro brod "UND Adriyatik", koji plovi pod turskom zastavom, zahvatio je požar. Brod je u cijelosti izgorio. Na brodu "UND Adriyatik", dužine 193 metra, koji je plovio iz Istanbula u Trst, nalazilo se 200 kamiona i 9 tona opasnog tereta, pa je postojala opasnost od velikog zagađenja okoliša.

## EU ili ZERP
Nakon proglašenja ZERP-a, EU je više puta opomenula hrvatsku vladu da što prije riješi spor sa Slovenijom i Italijom. Nitko službeno ne želi potvrditi postojanje političke trgovine oko odustajanja Hrvatske od ZERP-a, no iz EU su stizali signali da bi Hrvatska mogla znatno ubrzati proces pregovora s ciljem njihova okončanja do 2009. godine ako se riješi pitanje ZERP-a. Predsjednik Stjepan Mesić prvi je javno izjavio kako se nameće dvojba "EU ili ZERP", no premijer Sanader je opovrgnuo tu dvojbu, izjavivši kako smatra da je dvojba "EU ili ZERP" pogrešan pristup jer Hrvatska mora ispuniti sve svoje obveze ako želi ući u Uniju.
Ipak, 7. ožujka 2008. Oli Rehn, povjerenik Europske komisije, posjetio je Zagreb te oštro opomenuo vladu i najavio moguću blokadu pregovora s EU: "Želim naglasiti da je to (ZERP) sad vrlo ozbiljno i najhitnije pitanje za Hrvatsku. Ako se ne riješi uskoro, uzrokovat će, na žalost, ozbiljne zastoje u procesu pristupa vaše zemlje no ako se uspije brzo riješiti, možemo ostvariti brz i ozbiljan napredak u pregovorima", tako da su se počele javljati vijesti o odustajanju vlade od ZERP-a.
Već 13. ožujka 2008. god. Hrvatski Sabor donosi Odluku o izmjeni odluke o proširenju jurisdikcije Hrvatske na Jadranskom moru, u kojoj se propisuje da se "Zaštićeni ekološko-ribolovni pojas Republike Hrvatske privremeno se neće primjenjivati na države članice Europske unije od dana 15. ožujka 2008. godine, do iznalaženja zajedničkog dogovora u EU duhu." Ta odluka vrijedi i nadalje, a postoje tumačenja da ovakvo stanje u kojemu je Hrvatska jedinstvena članica EU koja je svoj isključivi gospodarski pojas u pogledu ribarenja (ne i u pogledu crpljenja rudnih bogatstava - to su pitanje Italija i bivša Jugoslavija uredile još 1968. godine) pretvorila u svojevrsno "europsko more" - Hrvatska zapravo i ne može promijeniti. U hrvatskom ZERP-u naveliko ribari talijanska ribarska flota, a samo u maloj mjeri i slovenski ribari (čiji su kapaciteti vrlo ograničeni). 

## Slovenski "ZRZECEP"
Dana 4. listopada 2005. godine donio je slovenski parlament Zakona o zaštićenoj ekološkoj zoni i epikontinetalnom pojasu (ZRZECEP), u kojoj proglašava svoj isključivi gospodarski pojas u međunarodnim vodama u Jadranskom moru. U čl. 5. tog zakona, iznosi se da će granice slovenskog epikontinentalnog pojasa biti naknadno dogovorene s Italijom i Hrvatskom.
Odmah 6. listopada 2005. godine reagirao je Hrvatski Sabor Deklaracijom (objavljena u "Narodnim novinama" br. 119/2005), u kojoj "Hrvatski sabor utvrđuje da je Zakon o zaštićenoj ekološkoj zoni i epikontinentalnom pojasu slovenskog Parlamenta ništavan i međunarodno pravno neutemeljen", te "ističe da donošenje predmetnog zakona predstavlja pokušaj povrede suverenih prava Republike Hrvatske"; pozivajući da se prijepor o morskom razgraničenju između Hrvatske i Slovenije riješi "pred međunarodnim pravosudnim tijelima". 
Inače Hrvatska spori da bi Slovenija uopće mogla imati isključivi pojas, s obzirom na to da se njeno kopno nalazi više od 12 nautičkih milja daleko od najbližih međunarodnih voda, kako su ustanovljene između bivše SFRJ i Italije: zemlja koja nema dodir s otvorenim morem, ne može na nekom udaljenijem dijelu otvorenog mora proglašavati isključivi gospodarski pojas. Italija - koja se dosta protivila hrvatskoj namjeri da proglasi isključivi gospodarski pojas u Jadranu - nije na neki javni način reagirala na Slovenski potez s ZRZECEP-om; iz toga bi se dalo zaključivati da diplomacija te zemlje ne drži taj slovenski potez osobito ozbiljnim.
Ne bilježe se nikakvi pregovori između Slovenije i Italije, gdje bi Italija iskazala da smatra Sloveniju državom s čijim isključivim gospodarskim pojasom bi Italija imala kontakt. 
U svojevrsnom nastavku na Zakon o ZRZECEP, u siječnju 2006. godine donosi Vlada Republike Slovenije Uredbu o određivanju područja ribolovnog mora Republike Slovenije.
Hrvatska gospodari svojim ZERP-om bez ikakvog obaziranja na slovenske pretenzije, te je 2015. godine dodjeljivala koncesije za istraživanje nafte i plina bez da Sloveniju išta pita: u kontekstu utvrđivanja granica, spominje se jedino problem točnog razgraničenja gospodarskog pojasa Hrvatske i onog koji pripada Crnoj Gori.

## Poveznice
- Isključivi gospodarski pojas
- "Republika Hrvatska i isključivi gospodarski pojas", Mia Lazić, "Pravnik", 43, 1 (87), 2009
- "Konsolidacija pravnih načela o razgraničenjima morskih prostora i slovenska 'Bijela knjiga' iz 2006. godine", Vladimir Đuro Degan, "Predbeno pomorsko pravo", Vol. 46 No. 161, 2007

## Vanjske poveznice
- Ministarstvo mora, turizma, prometa i razvitka  Arhivirana inačica izvorne stranice od 27. prosinca 2007. (Wayback Machine)
- ZERP stupio na snagu  Arhivirana inačica izvorne stranice od 4. siječnja 2008. (Wayback Machine)
- Janša: "Slovenija neće odustati od svojih legitimnih interesa"  Arhivirana inačica izvorne stranice od 6. siječnja 2008. (Wayback Machine)
- ZERP - izvorni tekst Odluke  Arhivirana inačica izvorne stranice od 5. siječnja 2008. (Wayback Machine)